# 宮原るり
宮原 るり（みやはら るり、1975年3月25日 - ）は、日本の漫画家、元フリーライター。岐阜県出身、および在住。女性で既婚。

## 経歴・人物
1975年、岐阜県にて生まれる。姉がおり、姉の娘（宮原から見れば姪）は『まんがホーム』（芳文社）巻末の目次4コマ漫画に登場する「あやちゃん」である。
小学生から中学生の頃は漫画家になりたいと思っており、素人ながら漫画を描いていたりした（本人曰く「痛い漫画」）。その後社会人になりフリーライターとして活動。漫画の執筆からはすっかり遠ざかっていたが、ある日仕事の息抜きにペンタブレットを購入、絵を描き始めるようになる。絵を描く延長線上で漫画を描き始めたところ楽しくなり、仕事そっちのけで夢中になる。
そんな中、2005年に「a+r」（アールと読む）のハンドルネームで自身のサイト「ヘッポコロジー」を開設。その中で4コマ漫画『となりのネネコさん』の連載を始める。2005年12月に新書館の編集より連絡があり、新書館の発行する季刊誌『ウンポコ』にて『となりのネネコさん』の連載を開始することになる。これにより、漫画家としてのデビューを果たし翌2006年にライター業を辞する。なお、『となりのネネコさん』はヘッポコロジー（本編）及び『ウンポコ』（番外編）というスタイルで連載されていたが、2009年3月の『ウンポコ』の休刊により雑誌版での連載は中断状態にあるほか、ヘッポコロジー内でも「お休み中」となっている。
その後、芳文社の発行する月刊誌『まんがタイム』2006年7月号より『みそララ』の、『まんがホーム』2006年12月号より『恋愛ラボ』の、それぞれの連載を並行して始める。なお、『恋愛ラボ』は『コミックエール!』（芳文社）のVOL.1に読切を掲載の後、VOL.6（2008年5月発売）からVOL.12（2009年5月発売）まで、『まんがホーム』連載版と並行して2つのストーリーを描き分けていた。『コミックエール!』の休刊後は『まんがタイムスペシャル』に『コミックエール!』版のストーリーを引き継いで連載していたが、『まんがホーム』2010年9月号を最後に『まんがホーム』版のストーリーも『まんがタイムスペシャル』に合流し、『まんがタイムスペシャル』にて一本化して連載することとなった。また、『恋愛ラボ』は『まんがタイムスペシャル』2010年10月号以降、同誌の表紙を連続して務めている。なお、宮原漫画が表紙を飾ったのは、『まんがホーム』2010年1月号でのむんこの『らいか・デイズ』との合同表紙が初めてである。なお『恋愛ラボ』はテレビアニメ化され、2013年7月より9月まで放送された。
以上の3作品以外の4コマ漫画には、『全部ホンネの笑える話』（秋田書店）での作者の実体験を描いた4コマ漫画『ときめき欲しい症候群』の連載があったほか、『まんがホーム』2007年11月号から2014年6月号まで、姪との日常などを描いた目次4コマ漫画（『おはなしあやちゃん。』）を連載していた。
4コマ漫画以外では、『ヤングキングアワーズ』（少年画報社）2010年6月号より2018年7月号にかけて『僕らはみんな河合荘』を連載（「番外編」を含む）。宮原にとって、商業誌における初のストーリー形式の漫画の連載となった。本作もテレビアニメ化され、2014年4月から6月まで放送された。
影響を受けた作家に、『WORKING!!』の高津カリノと『リコーダーとランドセル』の東屋めめを挙げており（そもそもWeb上で4コママンガを描くきっかけになったとしている）、また、連載を持つようになってからはむんこからも強い影響を受けたと語っている。
『恋愛ラボ』と『みそララ』のキャラクターが一部共通しているなど、宮原の各作品の設定にはしばしばハイパーリンクが見られるが、これはむんこの影響によるとのこと。また、連載作品の全てで宮原の出生・在住の地である岐阜県を舞台としている。

## 作品リスト
記事のある作品については、単行本情報はそちらを参照、現在の掲載情報については太字参照。
みそララ
- まんがタイム（芳文社）、2006年7月号 - 2012年12月号（厳密には7月号はゲスト掲載扱いで、翌8月号から正式連載、2012年12月号を以て「第一部・完」）
- まんがタイムオリジナル（芳文社）、2007年8月号（読切）
- まんがタイムスペシャル（芳文社）、2008年11月号（読切）
- まんがホーム（芳文社）、2008年11月号（読切）
- Web BULL（少年画報社）[13]、4号[14] -
- 単行本〈まんがタイムコミックス〉芳文社、既刊6巻 / 新装版〈ヤングキングコミックス〉少年画報社、既刊2巻（2023年2月28日現在）

恋愛ラボ
- まんがホーム（芳文社）、2006年11月号（ゲスト）、2006年12月号 - 2010年9月号（2010年10月号 - 11月号に「特別編」読切）
- まんがタイムオリジナル（芳文社）、2008年4月号、2009年2月号（読切）
- まんがタイムスペシャル（芳文社）、2008年4月号、2009年2月号（読切）、10月号 - 2010年1月号、4月号より隔月連載、10月号より2019年12月号まで毎月連載
- まんがタイム（芳文社）、2008年7月号、2009年2月号（読切）、2013年1月号 - 同年11月号（短期集中連載、ストーリー形式の特別編）
- コミックエール（芳文社）!、VOL.1（読切）、VOL.6（2008年5月発売） - VOL.12（2009年5月発売）
- まんがタイム宮原るりコレクション（芳文社）、『まんがタイム』2011年9月号増刊（特別編読切）、2012年10月号増刊（同）
- 単行本〈まんがタイムコミックス〉芳文社、全15巻

まんがホームの目次4コマ（『おはなしあやちゃん。』）
- まんがホーム（芳文社）、2007年11月号 - 2014年6月号

むんこの懐妊の一時休載による。宮原るりの姉の子「あやちゃん」のネタを扱う事が多い。なおタイトルの「おはなし…」は、漫画作品としてまとめられ『まんがタイムコレクション』（他作家の特集含む）に収録された際に使用した。
となりのネネコさん
- ヘッポコロジー、2005年 -
- ウンポコ（新書館）、vol.5 - vol.17

作者のサイト「ヘッポコロジー」および『ウンポコ』で平行して連載されていたが、2009年3月の『ウンポコ』の休刊により現在は休止状態。
- 単行本〈ウンポココミックス〉新書館、既刊3巻

ときめき欲しい症候群
- 全部ホンネの笑える話（秋田書店）

小学生日記 - HEPPOCOLOGY（秋田書店）
単行本全1巻、2006年8月16日発売 ISBN 978-4-253-10570-5
相方（作者の夫。作者は作中などでこう呼んでいる）の小学生の頃の日記をもとに描いた、エッセイ漫画。
僕らはみんな河合荘
- ヤングキングアワーズ（少年画報社）、2010年6月号 - 2018年2月号、「番外編」2018年4月号 - 同年7月号

初のストーリー型式による作品。
単行本〈ヤングキングコミックス〉少年画報社、全11巻
献愛週間
- Kiss PLUS（講談社）、2013年Vol.1（1月号）読切

単作で電子書籍化されている。

## その他
- 『ヤングキングアワーズ』連載の実録漫画『ソレミテ〜それでも霊が見てみたい〜』（作画：小野寺浩二、総合プロデューサー：石黒正数）の第十八夜・第十九夜にゲストとして登場（第二十話でも最後に登場）。この両名・担当編集者らと共に「心霊スポットとして知られるビジネスホテル」に宿泊した一夜がレポートされており、単行本第2巻では宮原の書き下ろし漫画も掲載されている。
- 『レーカン! アンソロジーコミック』（2015年5月発売）では表紙を担当する。
- 『悪役令嬢転生おじさん』のアニメ第8話「おじさん、メイドになる」で、エンドカードを描いた[16]。